# 最低賃金法
最低賃金法（さいていちんぎんほう、昭和34年4月15日法律第137号）は、最低賃金制度等に関する日本の法律である。
労働基準法において定めていた最低賃金制度を独立させ、業者間協定などで業種別最低賃金を定める形で、1959年4月15日に公布された。
1959年（昭和34年）2月19日、与党自由民主党は、衆議院社会労働委員会で、日本社会党欠席のまま最低賃金法案を可決、同年2月26日の本会議で賛成多数により法案成立した。1959年8月12日、最低賃金法に基づく初の最低賃金が静岡県で実施された。

## 主務官庁
- 厚生労働省労働基準局賃金課

## 構成
- 第1章 総則（第1条―第2条）
- 第2章 最低賃金
  - 第1節 総則（第3条―第8条）
  - 第2節 地域別最低賃金（第9条―第14条）
  - 第3節 特定最低賃金（第15条―第19条）
- 第3章 最低賃金審議会（第20条―第26条）
- 第4章 雑則（第27条―第38条）
- 第5章 罰則（第39条―第42条）
- 附則

## 目的・定義
この法律は、賃金の低廉な労働者について、賃金の最低額を保障することにより、労働条件の改善を図り、もって、労働者の生活の安定、労働力の質的向上及び事業の公正な競争の確保に資するとともに、国民経済の健全な発展に寄与することを目的とする（第1条）。
- 平成20年7月の改正法施行前の旧法第1条においては、業種別、職種別、地域別といった、最低賃金の多元的な決定方式を前提としていたが、今般、すべての労働者の賃金の最低額を保障する安全網としての第一義的な機能は地域別最低賃金が担うこととし、特定最低賃金については、地域別最低賃金の補完的役割を果たすものと位置づけたことに伴い、事業若しくは職業の種類又は地域に応じることとする部分を削除したものであること。 なお、最低賃金制度の目的は、第一義的には、賃金の低廉な労働者に賃金の最低額を保障し、その労働条件の改善を図ることであり、第二義的には、こうした制度の実施によって労働者の生活の安定、労働力の質的向上及び事業の公正な競争の確保に資することであり、究極的には国民経済の健全な発展に寄与しようとすることであるが、こうした制度の目的は従来と変わるものではないこと（平成20年7月1日基発0701001号）。

この法律においての以下の語は次のとおり定義される（第2条）。
- 「労働者」とは、労働基準法第9条に規定する労働者（同居の親族のみを使用する事業又は事務所に使用される者及び家事使用人を除く。）をいう。
- 「使用者」とは、労働基準法第10条に規定する使用者をいう。
- 「賃金」とは、労働基準法第11条に規定する賃金をいう。

## 経緯
1947年（昭和22年）に制定された労働基準法は、行政官庁が最低賃金審議会の調査および意見に基づき一定の事業または職業について最低賃金を定めることができる、と規定していた（施行当時の労働基準法第28条～第31条）。しかし、同法は、最低賃金を定めるか否かを行政官庁（労働大臣ないし労働省）の裁量（「必要があると認める場合」）に委ねていたところ、労働省は、戦後の経済の疲弊と復興の必要性にかんがみ、1959年の本法制定に至るまで、最低賃金を定めることをしてこなかった。それどころか、昭和憲法第18条で禁じられたはずの奴隷制や人身売買が、前借金（ぜんしゃくきん）という慣行の下戦後も存在し続け、無賃金ないし極端な低賃金で使われる労働者すらいた。
本法制定の前段階として、1955年（昭和30年）、最高裁判所において前借金の制度を民法90条違反で無効とする判決が出される。この確定判決に対する国会および政府・自民党側の回答という形で本法は制定された。しかしこれは完全な最低賃金制へ移行するまでの過渡的な「基盤づくり」の制度であり、業者間協定に基づく最低賃金を中心として制定。ここでは、最低賃金の決定方式として、①業者間協定に基づく最低賃金、②業者間協定に基づく地域別最低賃金、③労働協約に基づく最低賃金、および、④最低賃金審議会の調査審議に基づく最低賃金を規定した。
1968年（昭和43年）、前年の中央最低賃金審議会による改正答申に基づき、本法を改正。業者間協定による方式を廃止し、ほぼ専ら最低賃金審議会の調査審議に基づく最低賃金となった。この規定に基づいて、「地域別最低賃金」と「産業別最低賃金」という2つの制度が成立したが、中心となったのは前者である。
地域別最低賃金は、各都道府県の地方最低賃金審議会の審議に基づき、労働省（後に厚生労働省）の都道府県労働基準局長（後に都道府県労働局長）が決定する、当該都道府県のすべての労働者に適用される最低賃金である。1972年より各都道府県で順次この最低賃金が設定されていき、1975年（昭和50年）までに全都道府県がこの最低賃金をもつにいたり、ここでようやくすべての労働者に最低賃金制度が適用されるようになった。同時に、前借金を担保とした奴隷労働も、新憲法公布後30年近い歳月を経て日本から姿を消した。
2007年の改正では実際上利用可能性のほとんどない労働協約に基づく最低賃金制度（旧11条等）を廃止し、最低賃金審議会の審議に基づく最低賃金のうち、「地域」に関するもの（地域別最低賃金）を必置の最低賃金制度として明文化した。また、同審議会の審議に基づく最低賃金のうち「事業」と「職種」に関するもの（産業別最低賃金）は、「特定最低賃金」という補足的制度（任意の設置、罰則なし）として明文化した。この改正は、従来、最低賃金法の法文上は制度の名称等が全く現れず、中央最低賃金審議会の答申等でのみ名称や決定の要件・手続きが規定されてきた最低賃金の制度を法文上明示し、最低賃金を国民に分かりやすい制度にした。

## 最低賃金の決定
最低賃金額は、時間によって定めるものとする（第3条）。賃金が時間以外の期間又は出来高払制その他の請負制によって定められている場合は、当該賃金が支払われる労働者については、次の各号に定めるところにより、当該賃金を時間についての金額に換算して、第4条の規定を適用するものとする（施行規則第2条）。
1. 日によって定められた賃金については、その金額を1日の所定労働時間数（日によって所定労働時間数が異なる場合には、1週間における1日平均所定労働時間数）で除した金額
2. 週によって定められた賃金については、その金額を週における所定労働時間数（週によって所定労働時間数が異なる場合には、4週間における1週平均所定労働時間数）で除した金額
3. 月によって定められた賃金については、その金額を月における所定労働時間数（月によって所定労働時間数が異なる場合には、1年間における1月平均所定労働時間数）で除した金額
4. 時間、日、週又は月以外の一定の期間によって定められた賃金については、前三号に準じて算定した金額
5. 出来高払制その他の請負制によって定められた賃金については、当該賃金算定期間（賃金締切日がある場合には、賃金締切期間。以下この号において同じ。）において出来高払制その他の請負制によって計算された賃金の総額を、当該賃金算定期間において出来高払制その他の請負制によつて労働した総労働時間数で除した金額

つまり、月給制や年俸制で働く労働者であっても、その賃金を時給に換算した額によって判定するのである。また勤務形態は問わないので、正規雇用・非正規雇用問わずすべての労働者に適用される。
- 旧法第4条及び旧則第1条においては、最低賃金額の表示単位について、時間、日、週又は月のほか、出来高又は業績の一定の単位によることとしていたが、賃金支払形態、所定労働時間等の異なる労働者間の公平の観点や就業形態の多様化への対応の観点、さらにはわかりやすさの観点から、最低賃金額の表示単位を時間に一本化したものであること（平成20年7月1日基発0701001号）。

使用者は、最低賃金の適用を受ける労働者に対し、その最低賃金額以上の賃金を支払わなければならない。最低賃金の適用を受ける労働者と使用者との間の労働契約で最低賃金額に達しない賃金を定めるものは、その部分については無効とする。この場合において、無効となった部分は、最低賃金と同様の定をしたものとみなす（第4条1項、2項）。
ここでいう「賃金」には、以下のものは含まない（第4条3項）。
1. 一月をこえない期間ごとに支払われる賃金以外の賃金で厚生労働省令で定めるもの（施行規則第1条1項）
  - 臨時に支払われる賃金及び一月をこえる期間ごとに支払われる賃金
2. 通常の労働時間又は労働日の賃金以外の賃金で厚生労働省令で定めるもの（施行規則第1条2項）
  - 所定労働時間をこえる時間の労働に対して支払われる賃金
  - 所定労働日以外の日の労働に対して支払われる賃金
  - 午後10時から午前5時まで（労働基準法第37条4項の規定により厚生労働大臣が定める地域又は期間については、午後11時から午前6時まで）の間の労働に対して支払われる賃金のうち通常の労働時間の賃金の計算額をこえる部分
3. 当該最低賃金において算入しないことを定める賃金

賃金が通貨以外のもので支払われる場合又は使用者が労働者に提供した食事その他のものの代金を賃金から控除する場合においては、最低賃金の適用について、これらのものは、適正に評価されなければならない（現物給与等の評価、第5条）。
- 食事その他の現物給与等についての評価は、当該地域の物価水準等の実情に応じ、使用者が当該物品を支給し、又は利益を供与するに要した実際費用を超えないこと。なお、住込労働者の食事以外の住込の利益については、原則として食事と別の特別の評価は認めないこと。労働協約又は労使協定で現物給与等の評価額を定めているときは、原則としてこれによること。ただし、協約又は協定で定める額が不適当であるときは、都道府県労働局長が前述の基準によって評価すること（平成16年3月16日基発0316002号）。

最低賃金の適用を受ける使用者は、厚生労働省令で定めるところにより、当該最低賃金の概要を、常時作業場の見やすい場所に掲示し、又はその他の方法で、労働者に周知させるための措置をとらなければならない（第8条）。この規定により使用者が労働者に周知させなければならない最低賃金の概要は、次のとおりとする（施行規則第6条）。
- 適用を受ける労働者の範囲及びこれらの労働者に係る最低賃金額
- 第4条3項3号の賃金
- 効力発生年月日

### 地域別最低賃金
賃金の低廉な労働者について、賃金の最低額を保障するため、地域別最低賃金（一定の地域ごとの最低賃金をいう。以下同じ。）は、あまねく全国各地域について決定されなければならない（第9条1項）。地域別最低賃金は、地域における労働者の生計費及び賃金並びに通常の事業の賃金支払能力を考慮して定められなければならない（第9条2項）。この労働者の生計費を考慮するに当たっては、労働者が健康で文化的な最低限度の生活を営むことができるよう、生活保護に係る施策との整合性に配慮するものとする（第9条3項）。
- 第9条1項は、最低賃金制度が今後とも賃金の低廉な労働者の労働条件の下支えとして十全に機能するようにする必要があることから、地域別最低賃金をすべての労働者の賃金の最低限を保障する安全網として位置付けることとしたため、地域別最低賃金があまねく全国各地域について決定されるべきであるという理念を明確化したものであること。
- 第9条2項においては、地域別最低賃金に係る決定基準の3つの要素は、いずれも当該地域におけるものであることを明確化したものであること。
- 第9条3項においては、最低賃金と生活保護との関係について、生活保護が健康で文化的な最低限度の生活を保障するものであるという趣旨から考えると、最低賃金の水準が生活保護の水準より低い場合には、最低生計費の保障という観点から問題であるとともに、就労に対するインセンティブの低下及びモラルハザードの観点からも問題があることから、第9条2項の労働者の生計費を考慮する際の1つの要素として生活保護に係る施策があることを、法律上明確化したものであること。なお、生活保護に係る施策との整合性は、各地方最低賃金審議会における審議に当たって考慮すべき3つの決定基準のうち生計費に係るものであるから、条文上は、生活保護に係る施策との整合性に配慮すると規定しているところであるが、法律上、特に生活保護に係る施策との整合性だけが明確化された点にかんがみれば、これは、最低賃金は生活保護を下回らない水準となるよう配慮するという趣旨であると解されるものであること（平成20年7月1日基発0701001号）。

厚生労働大臣又は都道府県労働局長は、一定の地域ごとに、中央最低賃金審議会又は地方最低賃金審議会（以下「最低賃金審議会」という。）の調査審議を求め、その意見を聴いて、地域別最低賃金の決定をしなければならない（第10条1項）。厚生労働大臣又は都道府県労働局長は、1項の規定による最低賃金審議会の意見の提出があった場合において、その意見により難いと認めるときは、理由を付して、最低賃金審議会に再審議を求めなければならない（第10条2項）。厚生労働大臣又は都道府県労働局長は、第10条1項の規定による最低賃金審議会の意見の提出があったときは、厚生労働省令で定めるところにより、その意見の要旨を公示しなければならない（第11条1項）。第10条1項の規定による最低賃金審議会の意見に係る地域の労働者又はこれを使用する使用者は、第11条1項の規定による公示があった日から15日以内に、厚生労働大臣又は都道府県労働局長に、異議を申し出ることができる（第11条2項）。厚生労働大臣又は都道府県労働局長は、地域別最低賃金について、地域における労働者の生計費及び賃金並びに通常の事業の賃金支払能力を考慮して必要があると認めるときは、その決定の例により、その改正又は廃止の決定をしなければならない（第12条）。
- 厚生労働大臣又は都道府県労働局長に対し、地域別最低賃金の決定を義務付けるものであること。また、地域別最低賃金の決定が行政機関に対して義務付けられたことから、地域別最低賃金については、決定後も常に検討を加え、その決定基準についての事情の変更が認められる場合には、その改正又は廃止を決定権者に対して義務付けるものであること。なお、旧法第16条の2第4項に規定する、一定の事業に対する適用猶予については、地域別最低賃金をすべての労働者の賃金の最低限を保障する安全網と位置づけたことから、平成20年改正により削除したものであること（平成20年7月1日基発0701001号）。

### 特定最低賃金
労働者又は使用者の全部又は一部を代表する者は、厚生労働省令で定めるところにより、厚生労働大臣又は都道府県労働局長に対し、当該労働者若しくは使用者に適用される一定の事業若しくは職業に係る最低賃金（以下「特定最低賃金」という。）の決定又は当該労働者若しくは使用者に現に適用されている特定最低賃金の改正若しくは廃止の決定をするよう申し出ることができる（第15条1項）。厚生労働大臣又は都道府県労働局長は、1項の規定による申出があった場合において必要があると認めるときは、最低賃金審議会の調査審議を求め、その意見を聴いて、当該申出に係る特定最低賃金の決定又は当該申出に係る特定最低賃金の改正若しくは廃止の決定をすることができる（第15条2項）。厚生労働大臣又は都道府県労働局長は、2項の規定による最低賃金審議会の意見の提出があった場合において、その意見により難いと認めるときは、理由を付して、最低賃金審議会に再審議を求めなければならない（第15条3項）。
- 地域別最低賃金がすべての労働者の賃金の最低限を保障する安全網として全国に展開することを前提に、産業別最低賃金が企業内における賃金水準を設定する際の労使の取組みを補完し、公正な賃金決定にも資する面があったことを評価し、安全網とは別の役割を果たすものとして、関係労使の申出を受けた行政機関は、最低賃金審議会の意見を聴いて、特定最低賃金の決定を行うことができることとしたものであること。この申出があった場合において、厚生労働大臣又は都道府県労働局長は、必要があると認めるときは、最低賃金審議会の調査審議を求め、その意見を聴いて、当該申出に係る特定最低賃金の決定又は当該申出に係る特定最低賃金の改正若しくは廃止の決定をすることができるものであること。また、一定の事業に対する適用猶予については、特定最低賃金が関係労使の申出を受けて厚生労働大臣又は都道府県労働局長が決定するものであり、その決定に当たっては、十分に関係者の意見を反映させることが必要であるため、第15条4項及び5項において、旧法同様に規定したものであること（平成20年7月1日基発0701001号）。

特定最低賃金は、地域別最低賃金において定める最低賃金額を上回るものでなければならない（第16条）。もっとも、特定最低賃金と地域別最低賃金の双方が適用される労働者については、そのいずれか高いほうが適用されることになり（第6条）、実際にも地域別最低賃金が特定最低賃金を上回ったために地域別最低賃金が適用される事例は少なからず存在する。
- 2以上の最低賃金が競合する場合は、これらにおいて定める最低賃金額のうち最高のものにより平成20年改正後の第4条1項を適用するものであり、こうした優先関係は従来と変わるものではないが、この場合においても、地域別最低賃金については、改正後の第4条1項（最低賃金の効力）及び第40条（罰則）の規定の適用があることとしたものであること。したがって、特定最低賃金が適用される場合においても、地域別最低賃金において定める最低賃金額未満の賃金しか支払わなかった使用者については、改正後の第4条1項違反として処罰することが可能であること（平成20年7月1日基発0701001号）。

第15条1項及び2項の規定にかかわらず、厚生労働大臣又は都道府県労働局長は、同項の規定により決定され、又は改正された特定最低賃金が著しく不適当となったと認めるときは、その決定の例により、その廃止の決定をすることができる（第17条）。
- 特定最低賃金が著しく不適当となった場合には、労使からの申出を待つことなく、当該最低賃金の決定権者である厚生労働大臣又は都道府県労働局長自らが職権で廃止できるものであること。「著しく不適当となった場合」とは、例えば、特定最低賃金の対象となる労働者が存在しなくなったにもかかわらず廃止がなされていない場合が考えられるところであるが、特定最低賃金が関係労使のイニシアティブにより決定されるものであることに留意し、慎重な検討を行うこと。また、特定最低賃金が関係労使のイニシアティブにより決定されるものであることに留意し、職権による改正については規定しないこととしたものであること（平成20年7月1日基発0701001号）。

### 派遣労働者
派遣労働者（労働者派遣事業の適正な運営の確保及び派遣労働者の保護等に関する法律第44条1項に規定する派遣中の労働者）については、その派遣先の事業の事業場の所在地を含む地域について決定された地域別最低賃金・特定最低賃金を適用する（第13条、第18条）。
- 従来、派遣労働者に係る最低賃金については、派遣元の事業場に適用される最低賃金を適用していたところである。しかしながら、派遣労働者については、現に指揮命令を受けて業務に従事しているのが派遣先であり、賃金の決定に際しては、どこでどういう仕事をしているかを重視すべきであることから、平成20年改正により派遣労働者については、派遣先の事業場に適用される最低賃金を適用することとしたものであること（平成20年7月1日基発0701001号）。

### 減額特例
使用者が厚生労働省令で定めるところにより都道府県労働局長の許可を受けたときは、次に掲げる労働者については、当該最低賃金において定める最低賃金額から当該最低賃金額に労働能力その他の事情を考慮して厚生労働省令で定める率を乗じて得た額を減額した額により第4条の規定を適用する（第7条）。この許可を受けようとする使用者は、許可申請書を当該事業場の所在地を管轄する労働基準監督署長を経由して都道府県労働局長に提出しなければならない（施行規則第4条1項）。
1. 精神又は身体の障害により著しく労働能力の低い者
  - 精神又は身体の障害がある労働者であっても、その障害が当該労働者に従事させようとする業務の遂行に直接支障を与えることが明白である場合のほかは許可しないこと。
  - 当該業務の遂行に直接支障を与える障害がある場合にも、その支障の程度が著しい場合にのみ許可すること。この場合に、支障の程度が著しいとは、当該労働者の労働能率が当該最低賃金の適用を受ける他の労働者のうちの最下層の能力者の労働能率にも達しないものであること。
  - 当該労働者に支払おうとする賃金額は、最低賃金額から当該最低賃金の適用を受ける他の労働者のうちの最下層の能力者より労働能率が低い割合に対応する金額を減じた額を下回ってはならないこと（平成16年3月16日基発0316002号）。
2. 試の使用期間中の者
  - 「試の使用期間」とは、当該期間中又は当該期間の後に本採用をするか否かの判断を行うための試験的な使用期間であって、労働協約、就業規則又は労働契約において定められているものをいうこと。したがって、その名称の如何を問わず、実態によって本号の適用をするものであること。
  - 当該業種、職種等の実情に照らし必要と認められる期間に限定して許可すること。その期間は最長6ヶ月を限度とすること（平成16年3月16日基発0316002号）。
3. 職業能力開発促進法第24条1項の認定を受けて行われる職業訓練のうち職業に必要な基礎的な技能及びこれに関する知識を習得させることを内容とするものを受ける者であって厚生労働省令で定めるもの
  - 「厚生労働省令で定めるもの」とは、職業能力開発促進法施行規則第9条に定める普通課程若しくは短期課程（職業に必要な基礎的な技能及びこれに関する知識を習得させるためのものに限る。）の普通職業訓練又は同条に定める専門課程の高度職業訓練を受ける者であって、職業を転換するために当該職業訓練を受けるもの以外のものとする（施行規則第3条1項）。
  - 職業訓練中であっても、年間を通じて1日平均の生産活動に従事する時間が、所定労働時間の3分の2程度以上である訓練年度については、許可しないこと。なお、訓練期間が2年又は3年であるものの最終年度については、原則として許可しないこと。
  - 当該労働者に支払おうとする賃金額は、上記の生産活動に従事する時間に対応する程度の額を下回ってはならないこと（平成16年3月16日基発0316002号）。
4. 軽易な業務に従事する者その他の厚生労働省令で定める者
  - 「厚生労働省令で定めるもの」とは、軽易な業務に従事する者及び断続的労働に従事する者とする。ただし、軽易な業務に従事する者についての許可は、当該労働者の従事する業務が当該最低賃金の適用を受ける他の労働者の従事する業務と比較して特に軽易な場合に限り、行うことができるものとする（施行規則第3条2項）。
  - 「軽易な業務に従事する者」として許可申請の対象となる労働者は、その従事する業務が当該最低賃金の適用を受ける他の労働者のうち最も軽易な業務に従事する層の労働者の業務と比較してもなお軽易である者に限られること。
  - 常態として身体又は精神の緊張の少ない監視の業務に従事する者は、軽易な業務に従事する者に該当するが、これらの者に次いで最低賃金額が時間によって定められている場合は、許可の対象として差し支えないものの、最低賃金額が日、週又は月によって定められている場合において、当該労働者の所定労働時間が、当該最低賃金の適用を受ける他の労働者に比して相当長いときは、許可の限りではないこと（平成16年3月16日基発0316002号）。
  - 「断続的労働に従事する者」として許可申請の対象となる労働者は、常態として作業が間欠的であるため労働時間中においても手待ち時間が多く実作業時間が少ない者であること。最低賃金の時間額が適用される場合を除き、当該労働者の実作業時間が当該最低賃金の適用を受ける他の労働者の実作業時間数の2分の1程度以上であるときは許可しないこと（平成16年3月16日基発0316002号）。

- 旧法第8条においては、その雇用に悪影響を及ぼすおそれがあることから、使用者が都道府県労働局長の許可を受けたときは、同条各号に掲げる者について、最低賃金の適用を除外することができることとしていたが、従来、同条の許可に際しては、附款を付して支払下限額を定め、その支払いを求めるという運用をしてきたところである。しかしながら、今般、最低賃金の安全網としての機能を強化する観点から、最低賃金の適用対象をなるべく広範囲とすることが望ましく、労働者保護にも資することから、同条の適用除外規定を廃止し、平成20年改正後の第7条において、使用者が都道府県労働局長の許可を受けたときは、当該最低賃金において定める最低賃金額から当該最低賃金額に労働能力その他の事情を考慮して厚生労働省令で定める率を乗じて得た額を減額した額により改正後の第4条の規定を適用することとしたものであること。したがって、改正後の第7条の許可による減額後の最低賃金額（地域別最低賃金額に係るものに限る。）未満の賃金の支払いについては、改正後の第40条の罰則の適用があるものであること。 また、旧法第8条4号に規定していた「所定労働時間の特に短い者」については、日額、週額又は月額によって定められた最低賃金額の適用を前提としたものであったことから、最低賃金額の表示単位期間を時間に一本化したことに伴い、削除することとしたものであるが、その他の対象労働者の範囲については従来と変わるものではないこと（平成20年7月1日基発0701001号）。
- 減額率（第7条の「厚生労働省令で定める率」）については、対象労働者の区分に応じ、それぞれ次の率以下の率であって、当該対象労働者の職務の内容、職務の成果、労働能力、経験等を勘案して定めることとしたものであること（施行規則第5条、平成20年7月1日基発0701001号）。
  1. 精神又は身体の障害により著しく労働能力の低い者 - 対象労働者と「同一又は類似の業務に従事する労働者であって、減額しようとする最低賃金額と同程度以上の額の賃金が支払われているもののうち、最低位の能力を有するもの」の労働能率の程度に対する当該対象労働者の労働能率の程度に応じた率を100分の100から控除して得た率
  2. 試の使用期間中の者 - 100分の20
  3. 基礎的な技能及び知識を習得させるための職業訓練を受ける者 - 対象労働者の所定労働時間のうち、職業訓練の1日当たりの平均時間数を当該対象労働者の1日当たりの所定労働時間数で除して得た率
  4. 軽易な業務に従事する者 - 対象労働者と「異なる業務に従事する労働者であつて、減額しようとする最低賃金額と同程度以上の額の賃金が支払われているもののうち、業務の負担の程度が最も軽易なもの」の当該負担の程度に対する当該対象労働者の業務の負担の程度に応じた率を100分の100から控除して得た率
  5. 断続的労働に従事する者 - 対象労働者の1日当たりの所定労働時間数から1日当たりの実作業時間数を控除して得た時間数に100分の40を乗じて得た時間数を当該所定労働時間で除して得た率

改正前の適用除外許可及び改正後の減額特例許可の件数の推移は、中央最低賃金審議会の資料に示されていて、改正前の許可が失効し切り替えが多数行われた2009年度（平成21年度）を除き、おおむね改正後も改正前と同水準で許可が行われている。

## 最低賃金審議会
国際労働機関諸条約および労働基準法113条の「公労使三者構成の原則」を本法でも採用している。
2019年（令和元年）7月就任の中央最低賃金審議会現会長は、法政大学大学院イノベーション・マネジメント研究科教授の藤村博之。

## 監督
厚生労働大臣は、賃金その他労働者の実情について必要な調査を行い、最低賃金制度が円滑に実施されるように努めなければならない（第28条）。厚生労働大臣及び都道府県労働局長は、この法律の目的を達成するため必要な限度において、厚生労働省令で定めるところにより、使用者又は労働者に対し、賃金に関する事項の報告をさせることができ（第29条）、使用者又は労働者は、最低賃金に関する決定又はその実施について必要な事項に関し厚生労働大臣又は都道府県労働局長から要求があったときは、当該事項について報告しなければならない（施行規則第12条）。
厚生労働大臣は、都道府県労働局長が決定した最低賃金が著しく不適当であると認めるときは、その改正又は廃止の決定をなすべきことを都道府県労働局長に命ずることができる。厚生労働大臣は、この規定による命令をしようとするときは、あらかじめ中央最低賃金審議会の意見を聴かなければならない（第30条2項、3項）。
労働基準監督署長及び労働基準監督官は、厚生労働省令で定めるところにより、この法律の施行に関する事務をつかさどる（第31条）。労働基準監督官は、この法律の規定に違反する罪について、刑事訴訟法の規定による司法警察員の職務を行う（第33条）。労働基準監督官は、この法律の目的を達成するため必要な限度において、使用者の事業場に立ち入り、帳簿書類その他の物件を検査し、又は関係者に質問をすることができる。この規定による立入検査の権限は、犯罪捜査のために認められたものと解釈してはならない（第32条1項、3項）。
労働者は、事業場にこの法律又はこれに基づく命令の規定に違反する事実があるときは、その事実を都道府県労働局長、労働基準監督署長又は労働基準監督官に申告して是正のため適当な措置をとるように求めることができる（第34条1項）。使用者は、この申告をしたことを理由として、労働者に対し、解雇その他不利益な取扱いをしてはならない（第34条2項）。
- 労働基準法、労働安全衛生法等労働基準関係法令においては、法違反について労働者が監督機関に申告できる旨の規定及び申告したことを理由とする不利益取扱いを禁止する規定が設けられているが、平成20年改正前は、最低賃金法にはかかる規定が置かれていなかったため、改正法に、他の労働基準関係法令と同様の申告等に関する規定を整備したものである。

## 罰則
第34条2項の規定に違反した者は、6月以下の懲役又は30万円以下の罰金に処する（第39条）。
第4条1項の規定に違反した者（地域別最低賃金及び船員に適用される特定最低賃金に係るものに限る。）は、50万円以下の罰金に処する（第40条）。
- 地域別最低賃金及び船員に適用される特定最低賃金に係る不払いについては、最低賃金制度の実効性を確保するため、労働基準法第24条（賃金の全額払い）の違反に係る同法第120条の罰金額の上限が30万円となっていることとの均衡を考慮し、罰金額の上限を50万円に引き上げたものであること。なお、特定最低賃金については、最低賃金法の罰則の適用はないこととしたものであること。ただし、特定最低賃金が適用される場合においても、支払賃金額が当該使用者の事業の事業場の所在地を含む地域について決定された地域別最低賃金において定める最低賃金額未満であるときは、第6条2項の規定により、罰則の適用があるものであること（平成20年7月1日基発0701001号）。

次の各号の一に該当する者は、30万円以下の罰金に処する（第41条）。
1. 第8条の規定に違反した者（地域別最低賃金及び船員に適用される特定最低賃金に係るものに限る。）
2. 第29条の規定による報告をせず、又は虚偽の報告をした者
3. 第32条1項の規定による立入り若しくは検査を拒み、妨げ、若しくは忌避し、又は質問に対して陳述をせず、若しくは虚偽の陳述をした者

- 特定最低賃金に係る第8条に規定する周知義務違反については、すべての労働者の賃金に関する安全網として厚生労働大臣又は都道府県労働局長が決定義務を負う地域別最低賃金に係る周知義務違反に比して、使用者にとって非難されるべき程度が小さいと考えられることから、平成20年改正法の罰則は適用しないこととしたものであること（平成20年7月1日基発0701001号）。

法人の代表者又は法人若しくは人の代理人、使用人その他の従業者が、その法人又は人の業務に関して、第39条~第41条の違反行為をしたときは、行為者を罰するほか、その法人又は人に対しても各本条の罰金刑を科する（第42条）。

## 船員に関する特例
第6条第2項、第2章第2節、第16条及び第17条の規定は、船員法の適用を受ける船員に関しては、適用しない。船員に関しては、この法律に規定する厚生労働大臣、都道府県労働局長若しくは労働基準監督署長又は労働基準監督官の権限に属する事項は、国土交通大臣、地方運輸局長（運輸監理部長を含む。）又は船員労務官が行うものとする（第35条）。船員に関しては、この法律に規定する最低賃金審議会の権限に属する事項は、交通政策審議会等が行う（第36条）。つまり、船員については、地域別最低賃金は適用されずに、特定最低賃金のみが適用される。
船員の最低賃金は船舶の大きさによって、国土交通大臣が決定するものと地方運輸局長が決定するものがあり、国土交通大臣が決定するものは全国一律に、地方運輸局長が決定するものは当該地方運輸局管轄地域内で適用される。また、船員の最低賃金は月額で定められる。

### 適用業種
内航鋼船運航業及び木船運航業(サルベージ業に従事する船舶を除く）
- 国土交通大臣決定 - 国内各港間のみを航行する鋼船で、沿海区域を航行区域とする総トン数100トン以上の船舶。
- 地方運輸局長決定 - 国内各港間のみを航行する船舶で、平水区域を航行区域とする鋼船、沿海区域を航行区域とする総トン数100トン未満の鋼船・鋼製はしけ・木船。

海上旅客運送業
- 国土交通大臣決定 - 遠洋区域または近海区域を航行区域とする船舶、沿海区域を航行区域とする総トン数100トン以上の船舶で、旅客運送の用に供するもの。
- 地方運輸局長決定 - 平水区域を航行区域とする船舶、沿海区域（平水区域から最大出力で2時間以内に往復できる区域に限定されているもの）を航行区域とする総トン数100トン以上の船舶、沿海区域を航行区域とする総トン数100トン未満の船舶で、旅客運送の用に供するもの。

漁業
- 国土交通大臣決定 - 遠洋まぐろ漁業・大型いかつり漁業
- 地方運輸局長決定 - 沖合底びき網漁業・大中型まき網漁業

## 評価
この法律について、制定から60年後に書かれた評伝で、
1959年に岸信介首相の経済政策の最後の総仕上げとして中小企業減税などを通じて中小企業育成と企業間の賃金格差是正のために日本に導入された。前年12月に国民健康保険法の改正を行って国民皆保険、昭和34年4月に国民年金法公的年金の恩恵がなかった農漁業従事者や中小企業や自営業にも年金が支給される国民年金と共に成立させられて現在の日本の社会保険制度になった。
最低賃金の経済的波及の1つとして、失業率の増加が揚げられている。賃金の支払いは、それを担う組織・営利団体等の維持に直接的に影響するものであり、本来的には、組織・営利団体内の職務・役割分担とその効果配分のバランスで個別・独自に取り決められるべきものである。しかし、一方で、同一内容あるいは同系統内容の職務・役割においての賃金差が一定あるいは相当性を甚だしく欠く場合には、いわゆる人権の1つであり、近時、特に最高裁判所の判例で取り扱われる「投票権における1票の格差」と法的には同性質の問題が生じるため、この問題を補正する一方法としての意義が、最低賃金法の立法趣旨には包含されている。